# Шурыш (приток Серебряной)
Шурыш — река в Горноуральском и городском округе «Нижний Тагил» Свердловской области, левый приток Серебряной, впадает в неё в 19 км от устья. Высота истока 375 метров над уровнем моря, устья — 198 метров.
Длина водотока — 44 км, площадь водосбора 216 км².

## География
Берёт начало в лесу, западнее посёлка Северка, при слиянии стекающих со склонов ручьёв в понижении между горами Высокая Еква и Северская. Течёт по сильно пересечённой местности, русло извилистое, общее направление течения в верховьях — на запад, в среднем течении на юго-юго-запад, в низовьях — на северо-северо-запад.